# Potok Olszanicki
Potok Olszanicki – ciek wodny o długości ok. 4 km na terenie Krakowa. Wypływa z terenów lotniska w Balicach, następnie kieruje się pod węzłem Balice II  na autostradzie A4 i mostem na linii kolejowej do Balic w stronę Rudawy. W polach nieopodal Olszanicy tworzy niewielką dolinę, porośniętą drzewami. Następnie przepływa w okolicy szkoły podstawowej Sióstr Pijarek i pół kilometra dalej wpada do Rudawy, poniżej ujęcia wody.
Woda z Potoku Olszanickiego jest bardzo zanieczyszczona i przez to nie podlega kwalifikacjom. Potok odbiera zanieczyszczenia z portu lotniczego i autostrady, a także innych źródeł, np. dzikich wysypisk. Koryto biegnie w pobliżu bazy paliwowej PKN Orlen, więc wszelkie wycieki w przeszłości powodowały zanieczyszczenie wody (np. w 2006 roku). W ciągu ubiegłych lat na skutek awarii skażonych zostało ponad 30 hektarów terenu; dopiero po odnowieniu zbiorników i zmianach przepisów udało się ograniczyć zagrożenie do terenów przy rampie kolejowej.
Tereny wzdłuż potoku pełnią rolę łącznika między Bielańsko-Tynieckim Parkiem Krajobrazowym i Tenczyńskim Parkiem Krajobrazowym. Mają również pewne walory krajobrazowo-przyrodnicze. Z tego powodu w przyszłości mają one być uwolnione od ewentualnej zabudowy. W okolicy bazy paliwowej ma jednak powstać zbiornik retencyjny, który zabezpieczałby niżej położone domy w Olszanicy przed zalaniem. Obecnie nie dochodzi wprawdzie do wylewów, jednak mogą one wystąpić wraz ze zmianami otoczenia i zwiększeniem szybkości przepływu wody.